# Allegheny (rijeka)
Allegheny je rijeka u SAD-u, koja spajanjem s rijekom Monongahela formira rijeku Ohio.
Rijeka Allegheny duga je 523 km izvire u okrugu Potter County u državi Pennsylvania, a u gradu Pittsburghu spaja se s rijekom Monongahela i zajedno nastavljaju teći kao rijeka Ohio.

## Vanjske poveznice
|  | Zajednički poslužitelj ima još gradiva o temi Allegheny (rijeka) |